# Selenochlamys ysbryda
Selenochlamys ysbryda is een vooral ondergronds levende carnivore naaktslak. De ondergrondse levenswijze heeft ervoor gezorgd dat de ogen in de loop van de evolutie verloren zijn gegaan. Een ander gevolg van deze levenswijze is dat de dieren kleurloos en deels doorzichtig zijn. Dit zijn allebei verschijnselen die bij veel andere ondergronds of in grotten levende dieren worden aangetroffen.

## Voedsel
Het voedsel bestaat vooral uit Regenwormen (Lumbricidae) die in hun gangen gevolgd kunnen worden. Dat zij daadwerkelijk regenwormen eten bleek uit de inhoud van hun uitwerpselen. Deze bevatten naast chitineuze regenwormringen ook heel veel witte kristallijne kalkkorrels die kenmerkend zijn voor regenwormen.

## Leefwijze
Om zich in de wormgangen te kunnen voortbewegen kan het lichaam van de slak zich zeer lang uitrekken. Bij waarnemingen gedaan onder rood licht bleken zij tot meer dan 8 cm lang te kunnen worden waardoor zij op een bleke regenworm gingen lijken. Uit deze waarnemingen bleek de slak als zij actief was het achterste eind van het lichaam op één plek te houden. Het voorste deel van het dier strekt zich dan uit een wormgang in op zoek naar prooi. Als niets wordt aangetroffen dan trekt het lichaam samen en wordt hetzelfde bij een zijgang gedaan. Hierbij wordt het achterlichaam als een anker op zijn plaats gehouden. Op deze wijze worden de gangen verkend en op prooi gejaagd.

## Kenmerken
De radula van de slak beschikt over kleine, scherpe tanden waarmee de prooi aan stukken kan worden gesneden.
In rust is het lichaam veel korter en bij agitatie trekt het zich nog meer samen.
Deze naaktslakken hebben net als de Limacidae en enkele andere groepen landnaaktslakken nog een rudimentaire inwendige schelp. Een naaktslakkenschelp wordt ook wel een 'schild(je)' genoemd. Het schildje van Selenochlamys ysbryda is wit van kleur, plat met een ovale vorm en een aan de voorkant liggende nucleus. Er is nog een gering restant van torsie aanwezig. Dit soort rudimentaire schelpen zijn meestal bijna tot volledig van calciet, zo ook bij deze soort.

## Verspreiding
Naaktslakkenschildjes fossiliseren uitstekend en zijn in kwartaire niet-mariene afzettingen niet zeldaam. De schildjes van Selenochlamys ysbryda zijn zeer kenmerkend en zijn onbekend uit West-Europa. Dit feit is het uiteindelijke bewijs voor de status van exoot in dit gebied.
De Trigonochlamydidae horen thuis in het gebied in en rond de Kaukasus, een gebied wat door zijn hoge diversiteit aan habitats veel endemen herbergt.
In West Europa werd Selenochlamys ysbryda in 2008 ontdekt in een tuin in Wales waar zij terecht is gekomen met uit het herkomstgebied ingevoerde tuinplanten en/of tuinaarde. Tot nu toe zijn buiten Wales geen waarnemingen gedaan maar het valt te verwachten dat het nieuwe areaal snel vergroot zal worden.
In de tuin waar de dieren werden aangetroffen leeft de soort samen met enkele andere landslaksoorten: Cornu aspersum, Cepaea hortensis, Hygromia cinctella, Trichia striolata, Oxychilus draparnaudi, Arion rufus, Deroceras reticulatum en Tandonia budapestensis. Dit is een voor Groot-Brittannië normale tuinfauna. Opvallend daarbij is dat van deze soorten er vier à zes exoot zijn.

## Afleiding van de naam
'Ysbryd' is Welsh voor spook of geest. Deze naam is gegeven vanwege de nachtelijke carnivore levenswijze, de kleurloosheid van het lichaam en het mysterie over de herkomst.